# Hejnal
Hejnal Mariacki är den trumpetsignal på fem toner, som blåses i de fyra väderstrecken vid varje timslag dygnet runt från det högre, norra tornet på Mariakyrkan i Kraków, kosciół Mariacki, den centralt belägna gotiska basilikan i Kraków i Polen.
Ursprunget till hejnalmelodin är okänt. Ordet "hejnal" är ungerska och betyder soluppgång. I Polen regerade Ludvig I av Ungern, "Ungraren", 1370–1382, efterträdd av dottern Jadwiga 1384–1399.
Trumpetarna arbetar två och två i skift och kommer från stadens brandförsvar. Den melodiska signalen markerade under medeltiden tidpunkten för stadsportarnas öppnande och stängning. Man signalerade även vid eldsvåda eller vid fientliga anfall mot staden. Signalens abrupta slut efter cirka 15 sekunder skall enligt traditionen minna om, hur en trumpetare blev träffad i halsen av en pil, när han blåste en varningssignal.
I enlighet med en populär 1900-talsskröna blåste en vakt i Mariakyrkans torn alarm, då  tartarer närmade sig Kraków under den mongoliska invasionen 1241. Stadsportarna stängdes och tartarernas överrumplingsförsök misslyckades. Trumpetaren blev emellertid träffad i strupen av en pil, vilket enligt legenden är förklaringen till dess plötsliga avbrott.
Den tidigaste skriftliga källan till legenden finns i förordet till den amerikanske författaren Eric P. Kellys barnbok Trumpetaren i Kraków. Kelly undervisade under ett stipendieår 1925–1926 vid Jagiellouniversitetet och han medgav, att hans polska var klen, när han skrev berättelsen samt att han var beroende av sina fransktalande vänner för översättningen.
En del av den aktuella skrönan kan ha sitt ursprung i en samtida händelse, när en trumpetare dog av naturliga orsaker under tjänstgöring vid midnatt den 7 juli 1901.
Ganska vagt påstås i en turisthandledning från 1926, att anledningen till avbrottet i melodin är en trumpetares plötsliga dödsfall, men inga tartarer eller pilar nämns. 
En annan möjlig pusselbit är Ludwik Anczycs version 1861 av Lajkoniklegenden, i vilken en vaktpost från kyrktornet upptäcker tartarerna, som närmar sig. Han blåser alarm, men det sägs ingenting om vare sig pilar eller vaktens död.
Det är möjligt, att Kelly helt enkelt var den förste, som skrev ned hela versionen av en existerande Krakowlegend, som tidigare samlare av folklor hade missat. Det är också möjligt, att han blev utsatt för ett practical joke eller av misstag blandade ihop två olika historier. Det är emellertid anmärkningsvärt, att professor Karol Estreicher den yngre inte tar upp berättelsen i sin noggranna guide över Kraków.
Oavsett ursprunget till Kellys historia visade den sig bli populär. Den första versionen av legenden på polska – komplett med tartar, pil och hornblåsare – finns i en turistguide från 1935. Den andra uppträder i en berättelse av Ksawer Pruszynski, som studerade vid Jagiellouniversitetet, när Kelly undervisade där; han blev senare Estreichers assistent. Den hette "Trumpetaren från Samarkand" och knyter också an till Lajkoniklegenden. Efter andra världskriget glömde man bort Kellys roll och legenden började spridas som en sägen med ospecificerat men urgammalt ursprung.
Hornsignaler användes i många europeiska städer för att ange öppnande och stängning av stadens portar. Det finns historiska belägg för att signalen har blåsts som tidssignal i Kraków under slutet av 1300-talet, den är nämnd i en krönika från 1392. Källor från 1500-talet indikerar andra hornblåsare i andra torn och det är möjligt, att den avbrutna tonen ursprungligen skulle följas av en annan trumpetare. Trots att Krakóws betydelse minskade vid kungens och förvaltningens förflyttning till Warszawa på 1600-talet, lär traditionen ha fortsatt med vissa avbrott till slutet av 1700-talet; den upphörde vid Polens delningar. 1810 återupptogs seden igen, tack vare en donation på privat initiativ. Signalen spelades ursprungligen två gånger dagligen, vanligen vid morgon och skymning. Signalen mitt på dagen lades till senare. Sedan november 1927 spelas Hejnal dagligen i polska radion klockan 12.00. Under den tyska ockupationen förbjöds signalen, men från julafton 1941 spelades den två gånger om dagen.